# Čínsko-severokorejská státní hranice

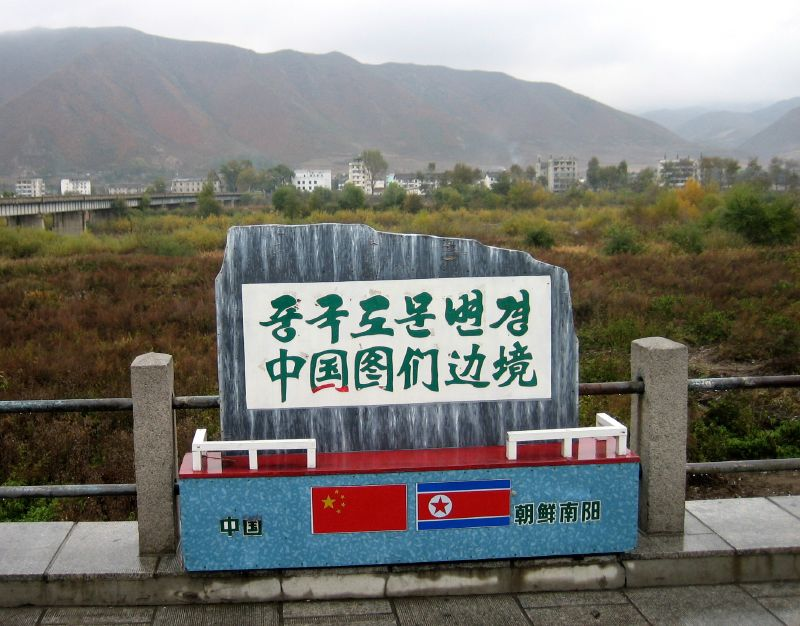
Hraniční kámen v čínské provincii Ťi-lin

Čínsko-severokorejská státní hranice od sebe odděluje Čínskou lidovou republiku a Severní Koreu. Je dlouhá 1420 kilometrů a z naprosté většiny je tvořena tokem řek Amnokkangu (jihozápadní část hranice, bezmála 800 kilometrů) a Tumanu (severovýchodní část hranice, bezmála 500 kilometrů), které obě pramení v oblasti hraniční hory Pektusan v pohoří Čchang-paj.
Historicky nejdůležitějším hraničním přechodem je most Čínsko-korejského přátelství přes Amnokkang mezi městy Tan-tungem a Sinuidžu a dokončený v roce 1943.